# 폐자원 수소생산 패키지
유기성 폐기물로부터 바이오가스를 생산하는 기술이다.

## 상세
수소 산업 전문 전시회 ‘H2 MEET 2023’에서 발표된 기술로, 현대차그룹이 마련한 자원 순환존, 수소 생산존, 수소 활용존 3개의 테마 중 자원 순환존에서 현대건설이 2023년 9월 13일 공개했다.  음식물 쓰레기 등 유기성 폐기물을 발효 처리하면 메탄과 이산화탄소의 기체 혼합물 '바이오가스'가 생성되는데, 바이오가스를 정제하고 개질하면 청정 수소를 생산할 수 있다. 바이오가스는 음식물 폐기물에서 분쇄와 스크리닝을 통해 비닐, 모래, 철 등의 불순물을 제거하는 전처리 공정과 메탄, 이산화탄소 가스 생성을 위한 혐기성 발효 공정, 마지막으로 불순물 가스를 제거하고 냉각 시스템으로 메탄 순도를 97% 이상까지 높이는 고질화 공정을 거치며 수소 생산 원료로 활용된다.

## 같이 보기
수소 경제
탄소 중립
현대건설
현대자동차그룹